# Listigt, Alfons Åberg
Listigt Alfons Åberg! är en bok skriven av Gunilla Bergström, och utgiven 1977.
En animerad filmatisering premiärvisades i SVT2 den 3 januari 1980.

## Handling
Alfons hälsar på farmor. Med är också storkusinerna, 7 respektive 9 år gamla. De har klocka, och kan läsa och tycker Alfons är för liten. Farmor spelar gärna kort med barn, och bjuder på kakor. Kusinerna låter dock inte Alfons delta i kortspelet i vardagsrummet.
Alfons lämnas ensam kvar i köket. Han får då en idé, och tar en pall, och sedan en kruka för att klättra upp på den hylla i köket, där kakorna står. Alfons äter upp kakorna, och tycker synd om sig själv.
Alfons ropas sedan in, då de skall titta i fotoalbum från då farmor var liten flicka. När farmor skall bjuda på saft och kakor blir kusinerna arga på Alfons, som ätit upp kakorna. Alfons menar då att han är så liten att han inget förstår, precis som kusinerna sagt. Sedan dess får Alfons vara med dem och spela kort.

### Fotnoter
1. ↑  ”Listigt Alfons Åberg!” (på engelska). Worldcat. 11 mars 1977. https://www.worldcat.org/title/vem-raddar-alfons-aberg/oclc/186525209?ht=edition&referer=di. Läst 15 januari 2015.
2. ↑  ”Listigt Alfons Åberg!”. Svensk mediedatabas. 3 januari 1980. http://smdb.kb.se/catalog/id/001690203. Läst 31 augusti 2012.